# Tiskilwa, Illinois
Tiskilwa là một làng thuộc quận Bureau, tiểu bang Illinois, Hoa Kỳ. Năm 2010, dân số của làng này là 829 người.

## Dân số
Dân số qua các năm:
- Năm 2000: 787 người.
- Năm 2010: 829 người.